# BL 8 inch Mk VI-VIII
I BL 8 inch howitzer Marks VI, VII e VIII erano una famiglia di obici (howitzer) pesanti d'assedio britannici impiegati durante la prima e la seconda guerra mondiale. Vennero progettati dalla Vickers in Gran Bretagna e prodotti da tutte e quattro le manifatture d'artiglieria inglesi, ma principalmente dalla Armstrong Whitworth, e da una compagnia statunitense. Durante la Grande Guerra furono gli equivalenti dei 21 cm Mörser 16 tedeschi ed erano simili agli obici inglesi BL 9.2 inch, rispetto ai quali però erano più mobili e più rapidi da produrre. Nella stessa guerra piccoli lotti equipaggiarono anche le batterie australiane, canadesi, americane ed altri eserciti europei. Trovarono un limitato impiego nella seconda guerra mondiale perché la maggior parte dei pezzi vennero convertiti al nuovo calibro BL 7.2 inch. Lanciavano un proietto da 91 kg (200 libbre a 11.200 metri.

## Varianti

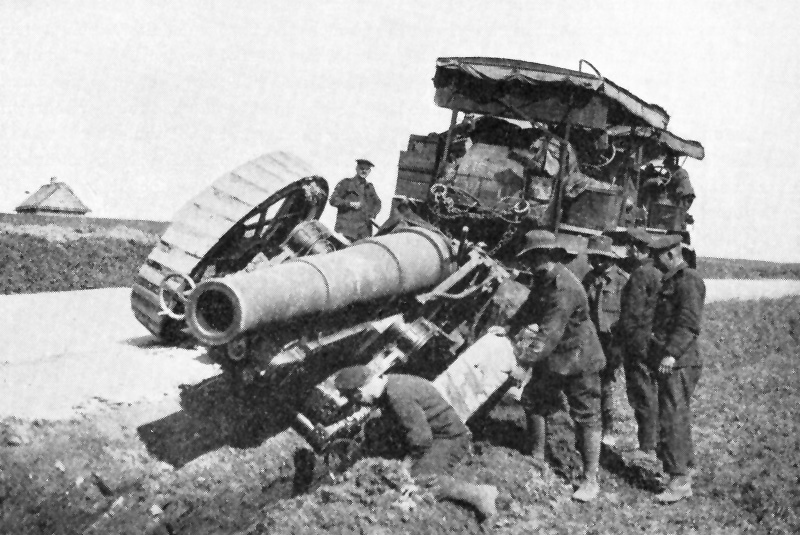
Un Mk VI scivolato fuori strada al traino di un trattore d'artiglieria Holt durante la prima guerra mondiale.

Il calibro da 8 pollici (203,2 mm) venne adottato dal British Army durante la Grande Guerra. I Mk VI, Mk VII e Mk VIII erano progetti totalmente nuovi e non sviluppi dei precedenti BL 8 inch Mk I–V, dei cannoni improvvistati ottenuti accorciando e ritubando canne navali da 6 pollici (152 mm).

### Mark VI
Il progetto presentato dalla Vickers, simile al BL 6 inch 26 cwt howitzer della stessa azienda, venne approvato nell'agosto del 1915 ed il primo ordine rilevante venne piazzato a marzo 1916 per 50 obici, seguito da uno di 30 pezzi nell'autunno successivo. Il pezzo risultava più leggero di 4-5 tonnellate rispetto agli improvvisati Mk I-V. La canna del Mk VI era del tipo composito, lunga 14,7 calibri, con una gittata di 9.825 m.

### Mark VII
La versione Mk VII, introdotta a luglio 1916, aveva una canna più lunga, da 17,3 calibri, costruita in filo avvolto, con una gittata aumentata a 11.250 m. Le nuove canne si rivelarono di scarsa vita utile e soffrirono di crepe sull'A tube (il manicotto rigato più interno di una canna composita).

### Mark VIII

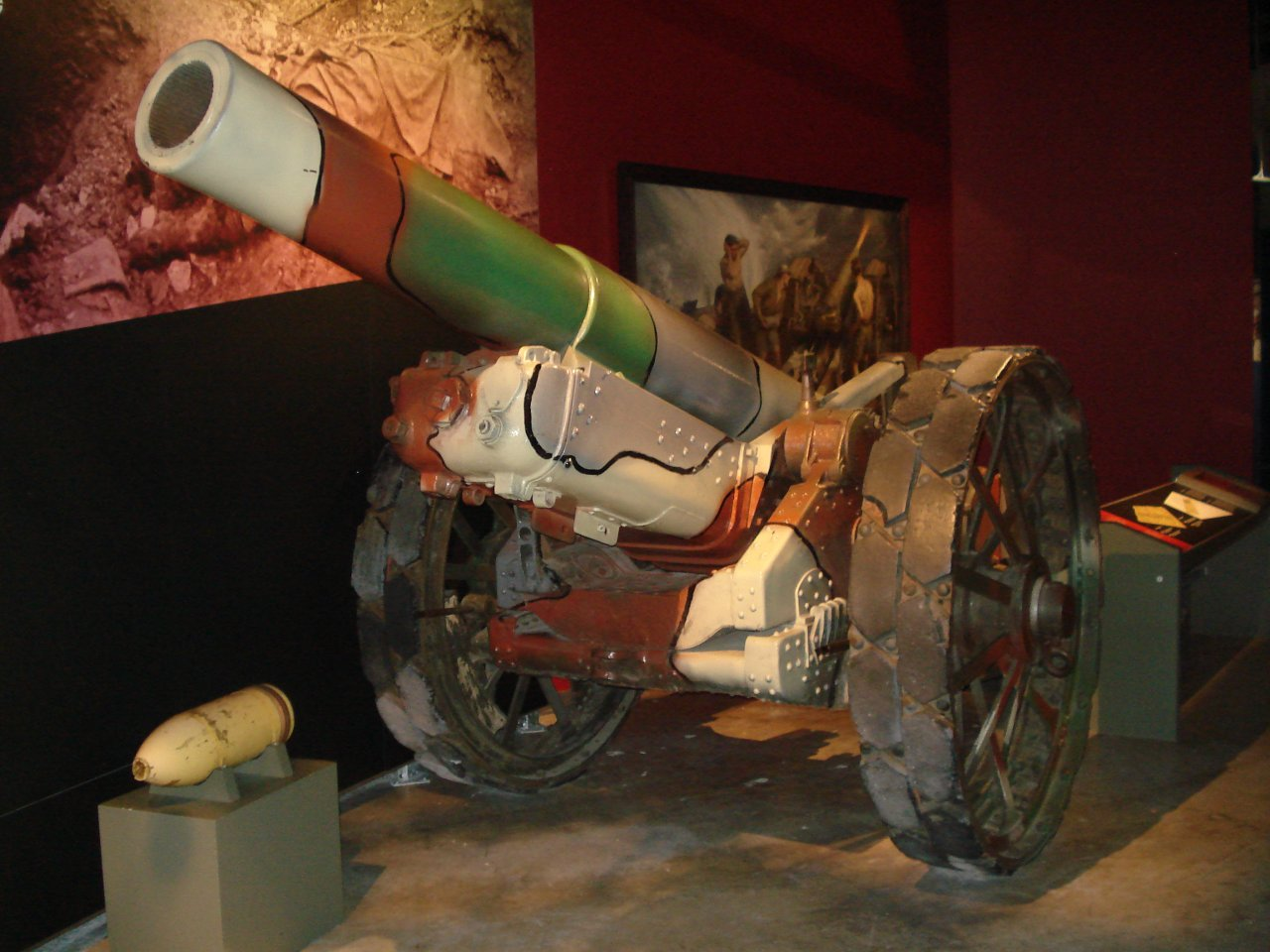
Un Mk VIII con la livrea della prima guerra mondiale esposto presso il Canadian War Museum di Ottawa.

La versione Mk VIII incorporava vari piccoli miglioramenti, oltre ad una canna più spessa e robusta.

## Impiego operativo

### Prima guerra mondiale

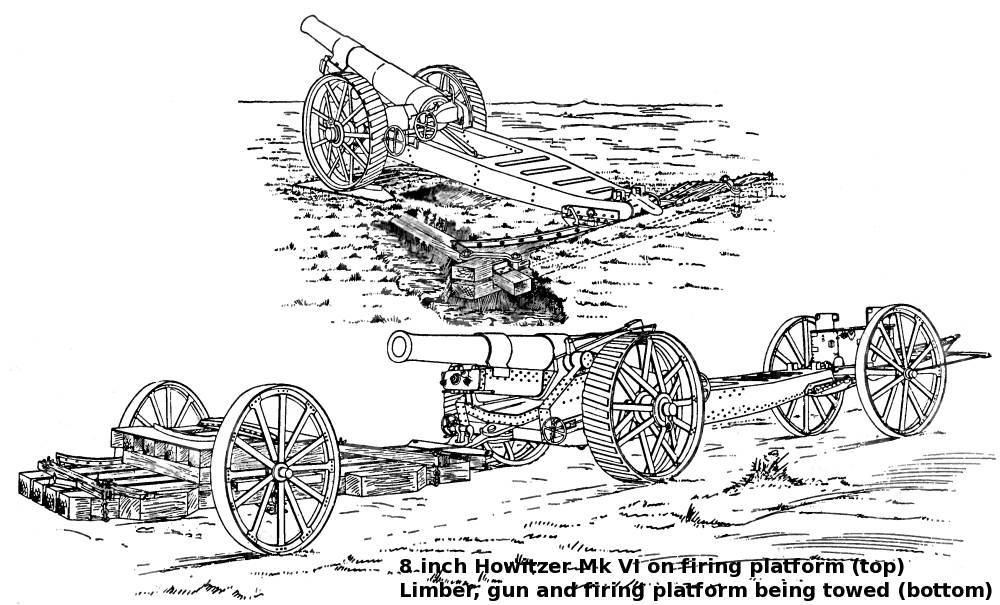
Cannone in batteria sulla sua piattaforma di tiro Vickers (sopra) ed in configurazione di traino su avantreno, pezzo e vettura porta-piattaforma (sotto).

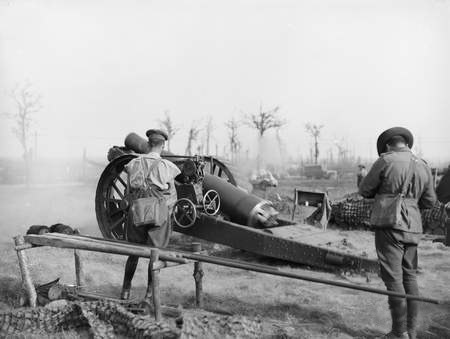
Pezzo australiano al massimo rinculo appena dopo lo sparo durante la terza battaglia di Ypres, 15 settembre 1917.

Con l'arrivo al fronte dei primi pezzi Mk VI emersero problemi di stabilità su terreni estremamente duri o troppo soffici, dovuti al sistema di rinculo non perfettamente funzionante. Una commissione venne inviata in Francia ad investigare e venne decisa l'adozione di una piattaforma Vickers, alla quale venivano assicurate le ruote e la coda d'affusto per un tiro più accurato. Tuttavia il pezzo poteva così brandeggiare su un limitato settore, mentre per puntamenti maggiori la piattaforma richiedeva un laborioso riallestimento Così la descrive il manuale statunitense di artiglieria:-
Alla fine della prima guerra mondiale, sul fronte occidentale il Canada allineava due batterie di 6 cannoni, l'Australia una, la Gran Bretagna 37. Al momento dell'armistizio, sugli altri fronti i britannici avevano in servizio una batteria (6 cannoni) in patria, una (4 cannoni) in Macedonia e due cannoni in Palestina.

### Seconda guerra mondiale

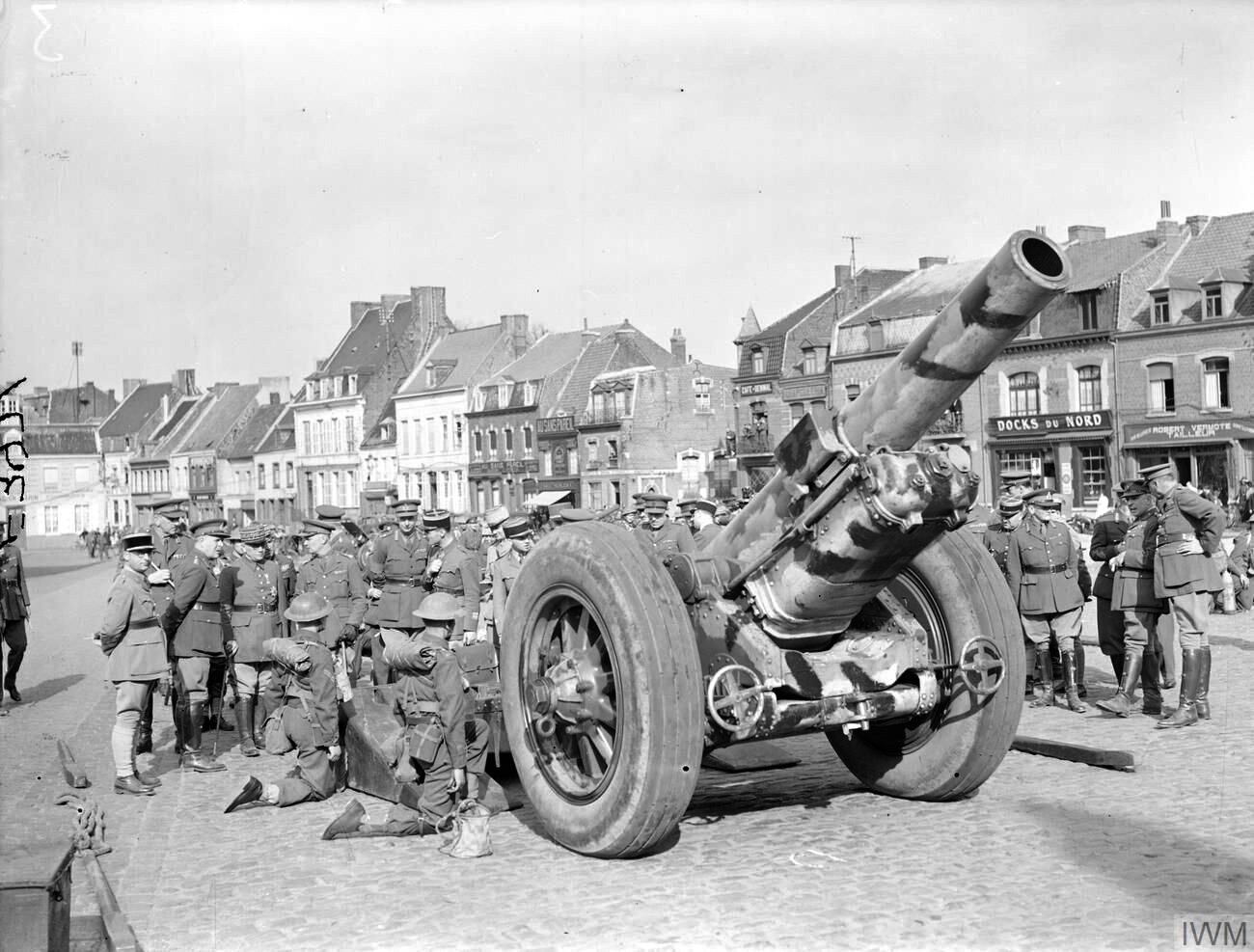
Cannone Mk VIII presso Béthune (Francia), 23 aprile 1940.

All'inizio della seconda guerra mondiale alcuni Mk 8 erano ancora in servizio e vennero usati in Francia da maggio a giugno 1940. Dopo la caduta della Francia, i cannoni rimasti vennero usati solo per l'addestramento. L'introduzione in servizio dell'obice BL 7.2 inch portò al riciclo delle canne da 8 pollici, che vennero ritubate al calibro 7.2 pollici. La trasformazione non risparmiò nessun pezzo, che venne quindi dichiarato obsoleto in luglio 1943.

## Impiego statunitense

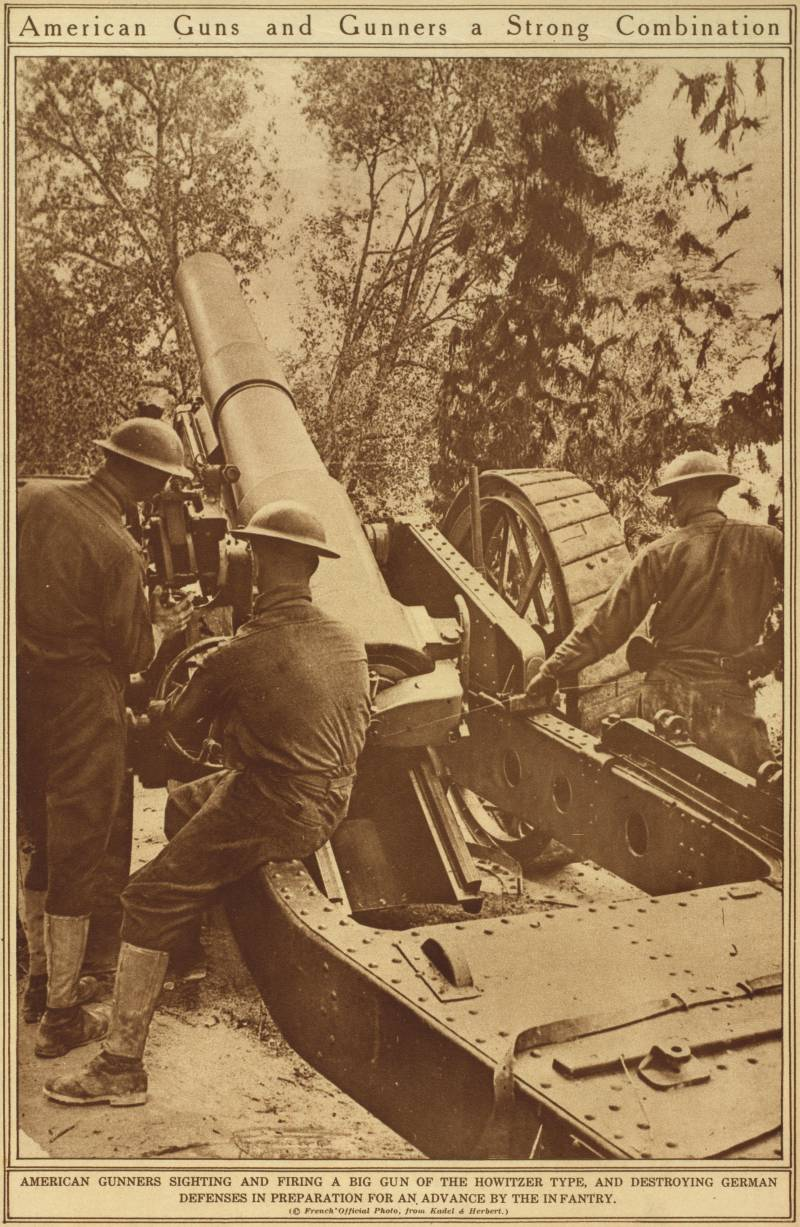
Artiglieri americani con un Mk VI in Francia.

La versione Mk VI venne prodotta negli Stati Uniti dalla Midvale Steel and Ordnance Co, Nicetown, durante la Grande Guerra, inizialmente per essere fornita alla Gran Bretagna e poi usata per equipaggiare le forze statunitensi dopo l'entrata in guerra.
Gli Stati Uniti realizzarono anche una versione autoctona, la Mk VIII½, entrata in servizio ad ottobre 1918. Dal manuale dell'US Army del 1920 sulle artiglierie in servizio:

"L'obice da 8 pollici è chiamato Vickers model of 1917, del quale sono in uso due tipi, il Mark VI ed il Mark VII. La principale differenza tra Mk VI e Mk VII è che il primo ha una minore velocità alla volata e di conseguenza una minore gittata rispetto al secondo, oltre che il Mk VII ha una canna costruita in filo avvolto, mentre quella del Mk VI è del tipo composito...
Il Mk VII è stato successivamente superato dalla versione Mk VIII½: poiché le pareti della camera di scoppio della Mk VII si sono dimostrate troppo sottili, quest'ultima versione supera questo difetto grazie alle pareti più spesse...
... la vita utile di un obice Mk VI [prima che le canne necessitino di ritubatura] è di 7.800 colpi, mentre quella di un Mk VIII½ è di 3.000 colpi.
L'obice Mk VI ha una velocità alla volata di 1.300 piedi per secondo ed una gittata massima di 10.760 iarde, è di progettazione britannica e di produzione sia britannica che americana. L'obice Mk VII ha una velocità alla volata di 1.525 piedi al secondo ed una gittata massima di 12.280 iarde ed è prodotto e realizzato dai britannici.
Il Mk VIII½ è una versione americana del Mk VIII britannico con canna in filo avvolto, modificata per consentirne la costruzione di tipo composito e prodotta esclusivamente da industrie americane. Velocità e gittata sono le stesse del Mk VIII.
A causa della combinazione di produttori inglesi ed americani, ci sono diversi tipi di meccanismi di chiusura in servizio; i due tipi principali sono quello a T e quello francese a percussione...
Il Mk VIII½ è del tipo a costruzione composita, ma differisce dal Mk VI perché è costituito da due tubi, uno interno ed uno esterno, sui quali è serrata la camiciatura esterna. La camiciatura in questo caso supporta l'obice, senza l'uso di anelli di guida. Un manicotto di culatta avvolge esternamente la camiciatura e supporta un attacco per la connessione del cannone al meccanismo di rinculo. Una filettatura simile a quella del Mk VI accoglie il meccanismo di chiusura. La lunghezza totale di questo obice è di circa 12½ piedi [contro i 10½ piedi del Mk VI] e la sua gittata massima è approssimativamente di 12.360 iarde. Questo obice è incavalcato sull'affusto del Mk VII."

Il 58th Regiment Coast Artillery Corps (CAC) entrò in azione in Francia negli ultimi giorni della prima guerra mondiale con Mk VI di produzione americana, mentre i 44th, 51st e 59th Regiment utilizzarono versioni di produzione inglese. Altri sei reggimenti, tre per ognuno dei due tipi di obice, erano in fase avanzata di approntamento per la prima linea al momento dell'armistizio, ognuno con un organico di 24 pezzi.

## Impiego finlandese

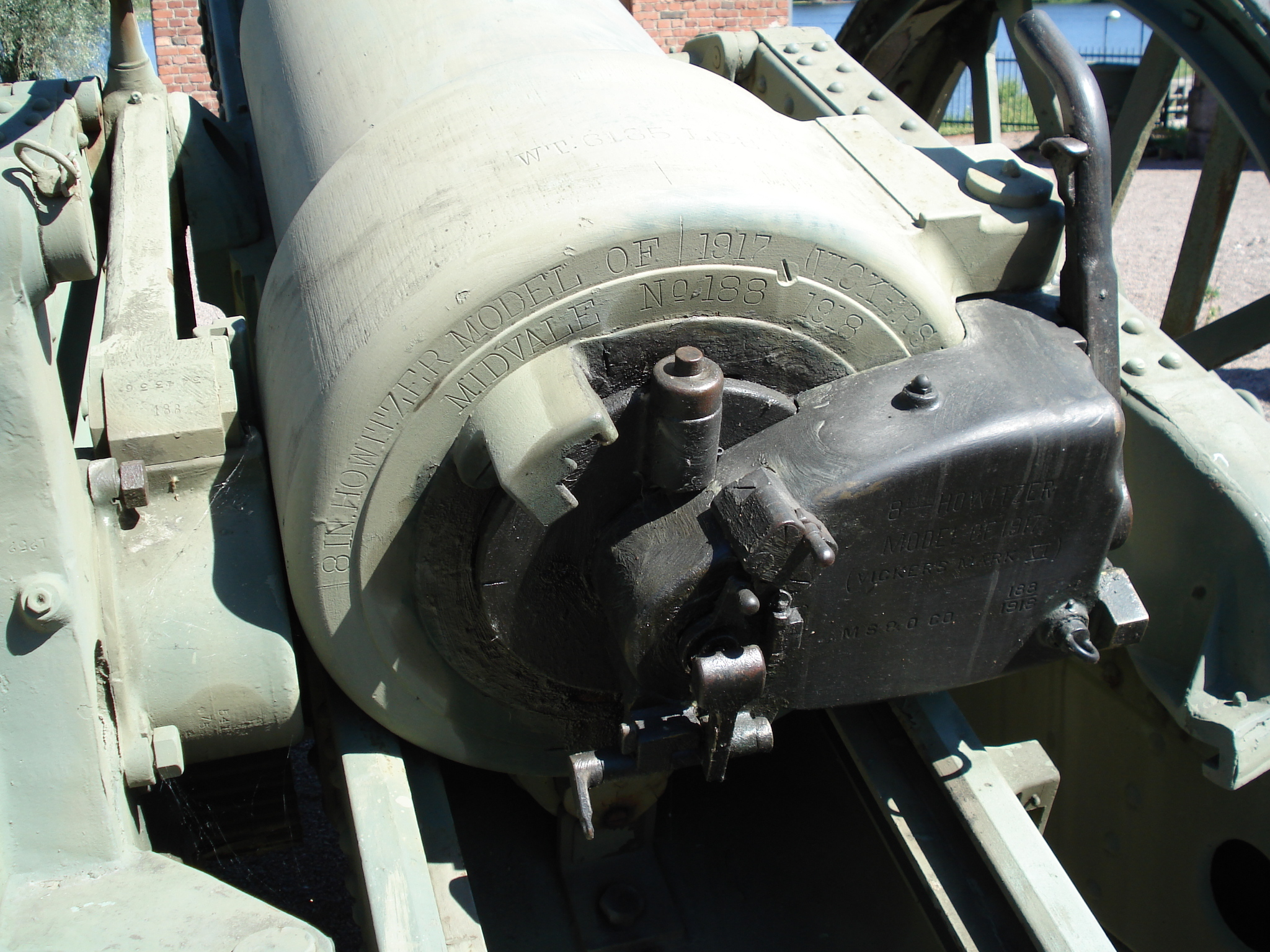
Culatta No. 188 prodotta dalla Midvale ed utilizzata dalla Finlandia.

Durante la guerra d'inverno russo-finnica, la Finlandia aveva un disperato bisogno di artiglieria pesante. Trentadue obici Mk VII vennero acquistati negli Stati Uniti nel 1939 ma giunsero troppo tardi per entrare in azione. Gli obici ricevettero la designazione 203 H 17 (ovvero 203 mm, Haupitsi [obice in finlandese], 1917 e vennero assegnati a tre battaglioni di artiglieria pesante (1º, 2º e 3º), poi riorganizzati in sei batterie di artiglieria pesante (11ª, 12ª, 13ª, 14ª, 15ª e 16ª). L'obice fu apprezzato dall'esercito finlandese per la sua robustezza. Tredici di questi pezzi andarono persi in battaglia nell'estate del 1944; otto di questi, assegnati alla 4ª Batteria pesante, andarono persi a Valkeasaari il 10 giugno, mentre gli altri cinque erano assegnati alla 3ª Batteria pesante di stanza a nordest del lago Ladoga. Gli obici vennero posti in riserva dopo la guerra e radiati alla fine degli anni sessanta.

## Utilizzatori
- Australia - 6 pezzi, 54th Siege Artillery Battery, Royal Australian Artillery
- Finlandia - 32 pezzi, denominati 203 H 17
- Francia
- Sudafrica
- Regno Unito - Royal Garrison Artillery (confluita nel 1924 nella Royal Artillery)
- Stati Uniti[12]
- Impero russo - 72 pezzi Mk VI, denominati 203 mm M1916. Utilizzati anche dall'Armata Rossa

## Galleria d'immagini

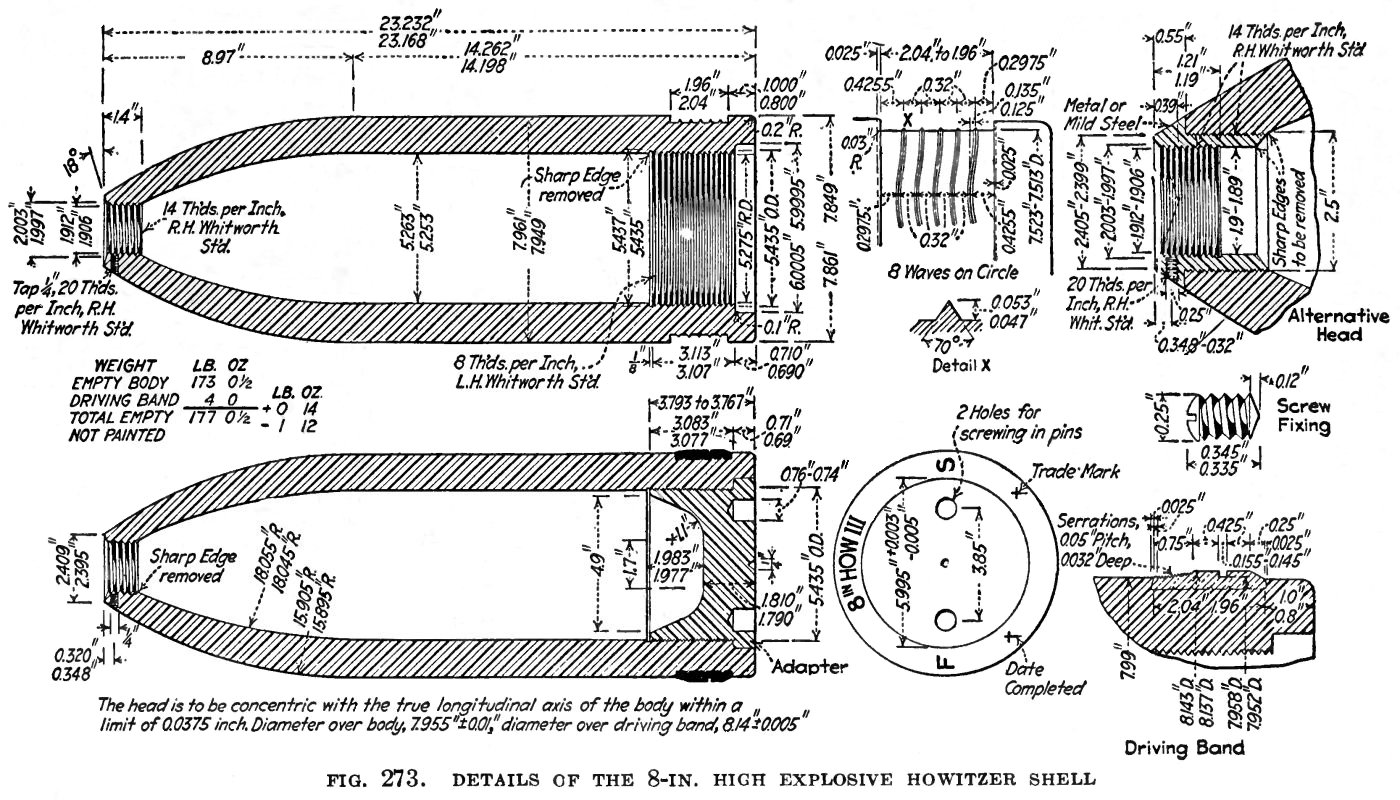
Proietto HE britannico Mk III
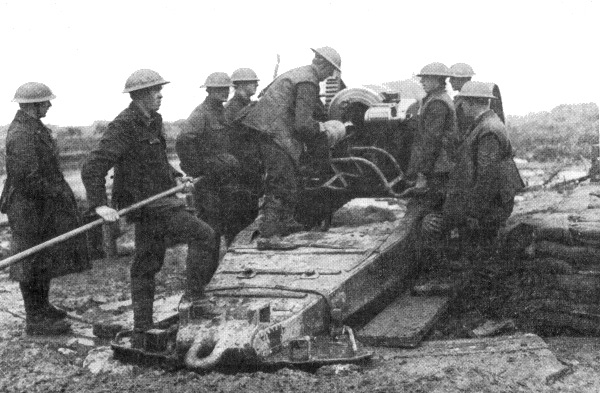
Vickers 8 inch howitzer in fase di caricamento, fronte occidentale, 1917
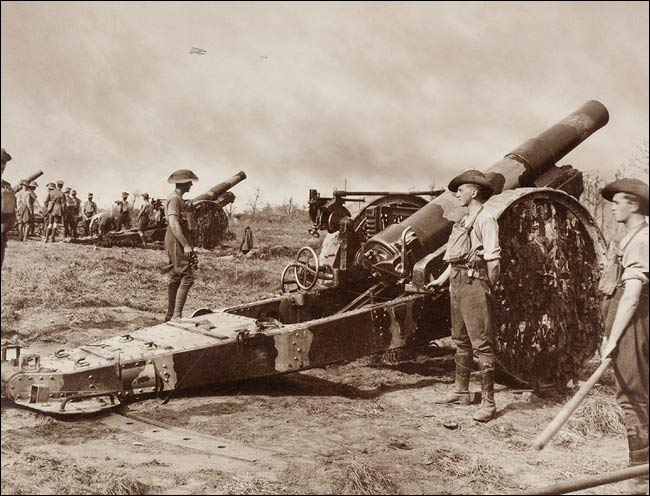
Obici della Australian 54th Siege Artillery Battery, fronte occidentale, 1917
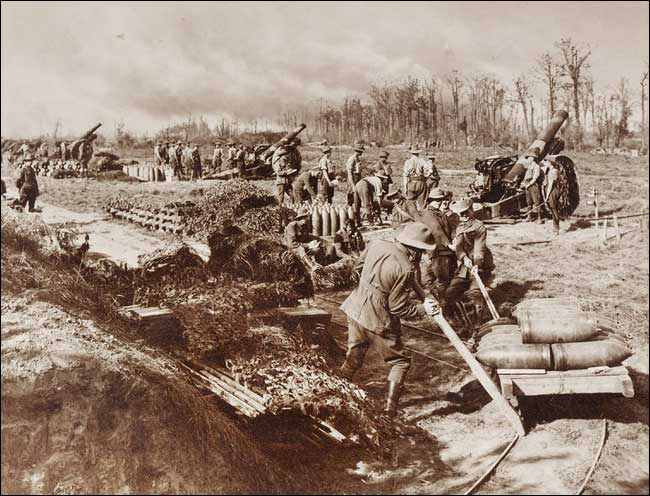
Trasporto delle munizioni su una rotaia leggera per gli obici della Australian 54th Siege Artillery Battery, fronte occidentale, 1917
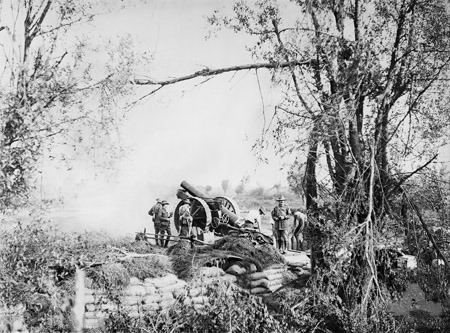
Un cannone privo della piattaforma Vickers, munito di cunei dietro alle ruote

## Esemplari sopravvissuti
- National Defence College Military Museum, Helsinki Finland, su mpkk.fi. URL consultato il 20 ottobre 2015 (archiviato dall'url originale il 27 maggio 2010).
- Artillery Museum, Hämeenlinna, Finland
- Mk VIII presso Canadian War Museum, Ottawa, Canada